# Ярім-Лім I
Ярім-Лім I (*д/н — бл. 1765/1764 до н. е.) — цар держави Ямхад близько 1780—1765/1764 років до н. е.

## Життєпис
Син царя Самуепуха та цариці Суммуна-апі. Посів трон близько 1780 року до н. е. після загибелі батька у війні проти царя Шамші-Адада I та його союзників. Продовжив війну, переважно відбиваючи напади. Зрештою мусив визнати зверхність Шамші-Адада I. 1777 року до н. е. уклав союз з царями міст-держав Ешнунна і Вавилон — Ібал-пі'елом II і Хаммурапі відповідно. після цього повстав проти Шамші-Адада I, атакувавши його землі, чим врятував Вавилон від захоплення.
Після смерті Шамші-Адада I близько 1776 року до н. е. скористався розпадом його держави на західну і східну, разом з союзниками виступив проти Ясмах-Адада, царі Марі і Хани. Війська Ямхаду здобули перемогу в битві біля Туттула, поваливши близько 1775 року до н. е. Ясмах-Адада, відновивши на троні Марі Зімрі-Ліма.
Між Ямхад і Марі встановилися досить дружні відносини. Їх виразом стали не тільки взаємні подарунки, іноді дуже цінні, але і одруження Зімрі-Ліма з донькою Ярім-Ліма — Шібту, яка стала відігравати помітну роль при дворі Марі. З огляду на це, дослідники припускають існування військово-політичного договору Ярім-Ліма I і Зімрі-Ліма.
Водночас розпався союз із Ешнунною і Вавилоном. Цар перший уклав союз із Еламом, спрямувавши війська проти Вавилону і ашшурського царя Ішме-Дагана I. Спільно з вавилонянами та маріотами виступив проти Ібал-пі'ела II та еламітів, завдавши тим поразок. Дійшов до міст Дер у Еламі і Дініктум у Шумері, царі яких Сін-гаміл і Ясуп-яхад вимушені були сплатити данину Ярім-Ліму I. Крім того, Дініктум мусив утримувати 500 військових суден Ямхаду протягом 12 років. Можливо, цей флот перебував у цьому регіоні.
Згодом цар Ямхаду спрямував наступ проти давнього суперника — Катни. Перебіг протистояння невідомий. Втім відомо про перемовини в Угариті. Зрештою за посередництва Зімрі-Ліма Амут-пі'ел II, цар Катни, прибув до Халапу (столиці Ямхаду). Цей факт, на думку вчених, міг свідчити про визнання Катною зверхності Ямхаду, хоча би формальної.
Наступним кроком Ярім-Лім I встановив мирні відносини з царством Каркемиш. Напевне цар Аплаханда з огляду втрати потужного союзника й під тиском Марі мусив укласти мирний договір. Можливо, визнав зверхність Ямхаду і Марі. Також царство Хашум (північніше Каркемиша) визнало владу ямхадського володаря.
За цим Ярім-Лім I змусив визнати свою владу царства Алалах і Ебла, що дозволило вийти до узбережжя Середземного моря. Це розширило торгівельні можливості Ямхаду, зокрема з південним узбережжям Малої Азії, островом Кіпр. Ймовірно угаритські царі визнали його зверхність також.
На момент смерті його підпорядковувалося більш ніж 20 правителів міст-держав Сирії та Міжріччя. В цей час Ярім-Лім I з незрозумілих причин затримав надсилання зерна в Марі й там почався голод. Втім цей факт ймовірно відноситься вже до часу панування наступника Ярім-Ліма I. Помер цар Ямхаду близько 1765/1764 року до н. е. Йому спадкував син Хаммурапі I.